# Cyphonistes luluensis
Cyphonistes luluensis är en skalbaggsart som beskrevs av Louis Burgeon 1947. Cyphonistes luluensis ingår i släktet Cyphonistes och familjen Dynastidae. Inga underarter finns listade i Catalogue of Life.